# Klemens Moskarzewski
Klemens z Moskorzewa, Klemens Moskarzewski (również Kamieniecki) herbu Pilawa, (zm. 22 listopada 1408 w Moskorzewie) – podkanclerzy koronny w latach 1387–1402, kasztelan wiślicki w latach 1403–1408, starosta krakowski w latach 1405–1406, starosta wileński w latach 1389–1390, starosta sanocki w latach 1398–1400, ochmistrz dworu królowej Anny w 1408 roku, właściciel dóbr Kamieniec i Zamku w Odrzykoniu.

## Życiorys
Jego ojciec Mikołaj z Moskarzewa (lub Klemens z Moskorzowa, poświadczonego w latach 1381–1382) w 1387 – brał udział jako rycerz i podkanclerz Królestwa Polskiego w orszaku królewskim Władysława II Jagiełły i Jadwigi.
Karierę robił na dworze wojewody krakowskiego Spytka z Melszyna. W 1381 r. występował jako kierownik jego kancelarii. W rok po przybyciu Władysława Jagiełły do Polski 17 lutego 1387, Klemens z Moskorzewa, pełnił urząd podkanclerzego królewskiego w Wilnie, i towarzyszył królowi w wyprawie misyjnej oraz uczestniczył w zakładaniu Uniwersytetu i ufundował trzy prebendy w katedrze wawelskiej, za te oraz inne zasługi wojenne, król nadał mu zamek w Odrzykoniu. W roku 1387 bierze udział jako podkanclerzy Królestwa Polskiego w orszaku królewskim Władysława Jagiełły i Jadwigi. W 1389 wyruszył z wojskiem na Litwę przeciw Witoldowi, który dążył do oderwania jej od Polski. W 1390 roku, w miejsce Andrzeja Gasztołta, został mianowany starostą generalnym wileńskim. W Wilnie obronił Zamek Górny, mimo że Korygiełło, dowódca Zamku Dolnego, został zamordowany po wkroczeniu napastników. W 1392 przed ugodą w Ostrowie Klemens ustąpił Jaśkowi z Oleśnicy h. Dębno – ojcu słynnego kardynała Zbigniewa Oleśnickiego – stanowisko dowódcy.
Za dzielną obronę Klemens otrzymał od Jagiełły posiadłości, i m.in. wspomniany zamek w Odrzykoniu, (który rozbudował) i okoliczne wsie, a w 1390 r. starostwo dobczyckie miasto i zamek, oraz 12 wsi i Rębielice Królewskie koło Wielunia.
W roku 1394 podkanclerzy koronny Klemens zbudował kościół murowany w Moskorzewie. Był on m.in. właścicielem Korczyny. W 1397 kupił od Henryka Sobieńskiego wsie przy zamku: Wojkówkę, Bratkówkę i Wysoką, a od Piotra Sancygniewa w 1402 r. Komorniki, Bukownik i Wolicę. Dobra Klemensa liczyły 15 wsi oprócz Dobczyc.
W 1401 roku Klemens był sygnatariuszem unii wileńsko-radomskiej.
Klemens z Moskorzewa pełnił urząd podkanclerzego królewskiego (do 1402), uczestniczył w zakładaniu Uniwersytetu i ufundował trzy prebendy w katedrze wawelskiej. W 1402 roku został kasztelanem wiślickim. Był świadkiem pokoju w Raciążku w 1404 roku. W końcu 1405 r. przez krótki czas był starostą krakowskim. W kilka miesięcy przed śmiercią, 9 grudnia 1407 roku, zakupił Mikołowice k. Pilzna od Dobiesława z tej miejscowości i Jana ze Słaboszewic. Od 1407 roku rodzina Moskarzewskich zmieniła nazwisko na Kamienieccy.
Klemens z Moskarzewa umarł w roku 1408, pochowany został w ufundowanym przez siebie kościele w Moskorzewie. Dobra jego w całości przejął Marcin Kamieniecki (jedyny syn Klemensa z Moskarzewa).
Klemens z Moskarzewa jest protoplastą rodów Moskarzewskich i Kamienieckich. Braćmi jego byli Henryk z Moskarzewa i Sieciech z Moskarzewa. Wnukami jego byli: Henryk Andreas Kamieniecki (ok. 1430-1488), kasztelan sanocki, i Piotr Kamieniecki (po 1410-1447), starosta dobczycki.